# Русен, Ханс фон
Граф Ханс Ро́берт фон Ру́сен (швед. Hans Robert von Rosen; 8 августа 1888, Норсхольм, Эстергётланд — 2 сентября 1952, Норрчёпинг, Эстергётланд) — шведский спортсмен-конник, двукратный олимпийский чемпион в командном конкуре и бронзовый призёр Игр в личной выездке. Капитан шведской армии.
Сын королевского камергера.

## Карьера
На Олимпийских играх 1912 принимал участие в соревнованиях по конному спорту на лошади Lord Iron. В командном конкуре вместе с Густавом Левенгауптом, Густавом Чильманом и Фредриком Русенкранцем стал олимпийским чемпионом.
В 1920 году вместе с Класом Кёнигом, Даниэлем Нурлингом и Франком Мартином на лошади Poor Boy вновь выиграл командный конкур, а также занял 3-е место на лошади Running Sister в личной выездке.